# Reyer Venezia Mestre Femminile 2012-2013
La stagione 2012-2013 della Umana Venezia è stata la terza disputata in Serie A2 dalla rifondazione del 1998.
La società veneziana è arrivata prima nel girone Nord di A2 ed è stata promossa direttamente in A1.

## Verdetti stagionali
Competizioni nazionali
- Serie A2:

stagione regolare: 1º posto nel girone Nord su 14 squadre (25-1);
- Coppa Italia di Serie A2:

finale vinta contro Ragusa.

## Rosa
|    | Naz.               | Ruolo | Sportivo            | Anno | Alt. |  |       |
| -- | ------------------ | ----- | ------------------- | ---- | ---- |  | ----- |
| 4  | Italia (bandiera)  | G     | Francesca Melchiori | 1993 | 170  |  |       |
| 5  | Italia (bandiera)  | P     | Debora Carangelo    | 1992 | 163  |  |       |
| 6  | Italia (bandiera)  | P     | Sofia Marangoni     | 1995 | 174  |  |       |
| 7  | Italia (bandiera)  | GA    | Giovanna Pertile    | 1992 | 177  |  |       |
| 8  | Italia (bandiera)  | G     | Antonia Peresson    | 1995 | 174  |  |       |
| 9  | Italia (bandiera)  | GA    | Giulia Gombac       | 1994 | 180  |  |       |
| 10 | Italia (bandiera)  | GA    | Allegra Botteghi    | 1995 | 178  |  |       |
| 11 | Italia (bandiera)  | C     | Giulia Vanin        | 1995 | 186  |  |       |
| 12 | Italia (bandiera)  | GA    | Giulia Scaramuzza   | 1994 | 167  |  |       |
| 13 | Italia (bandiera)  | AC    | Alessandra Formica  | 1993 | 186  |  |       |
| 14 | Italia (bandiera)  | C     | Eleonora Zizola     | 1994 | 184  |  |       |
| 15 | Italia (bandiera)  | A     | Roberta Meneghel    | 1977 | 182  |  |       |
| 16 | Italia (bandiera)  | AC    | Giuditta Nicolodi   | 1995 | 181  |  |       |
| 18 | Italia (bandiera)  | C     | Gloria Vian         | 1989 | 189  |  |       |
| 20 | Romania (bandiera) | AC    | Simina Mandache     | 1981 | 185  |  |       |
| 22 | Italia (bandiera)  | A     | Elisa Penna         | 1995 | 185  |  | [ 2 ] |

## Risultati

### Coppa Italia

#### Semifinale
| Arbitri: | Danilo Lucarella (Taranto) William Raimondo (Roma) |

|             |       |             |
| Mandache 20 | Punti | 22 Templari |

#### Finale
| Arbitri: | Christian Mottola (Taranto) Alessandro Perciavalle (Torino) |

|              |       |            |
| Mauriello 20 | Punti | 26 Pertile |